# Дилогия
Дилогия (от старогр. di(s), „два пъти“ и lógos, „слово“) означава двойка литературни произведения на един автор, между които съществува тясна връзка в сюжетно и композиционно отношение. Терминът може да се отнася и за произведенията на други изкуства, като кино- или телевизионни филми или музикални албуми.
Примери за литературни дилогии са:
- романите от Илф и Петров „Дванадесетте стола“ и „Златният телец“,
- драмите от Фридрих Шилер „Пиколомини“ и „Смъртта на Валенщайн“,
- романите на Сергей Лукяненко „Студени играчки са звездите“ и „Звездна сянка“.